# Бюаш, Филипп
Фили́пп Бюа́ш (фр. Philippe Buache; 7 февраля 1700 года, Нёвиль-о-Пон — 24 января 1773 года, Париж) — французский королевский географ и картограф.
Создатель новой физико-географической системы — распределения земной поверхности по речным бассейнам. Именовал первый по величине океан «Великим» (1752), что долгое время поддерживалось географами и океанографами. Изобретатель первых способов изображения рельефа дна на картах в виде линий равных глубин — изобат..
Дядя Жан-Никола Бюаша (1741—1825), также королевского географа.

## Деятельность
Обучался на архитектора. Занимался географией и этнографией под руководством Делиля, женился на его дочери. В 1729 году занял пост первого королевского географа; в 1730 году стал членом академии наук. Создал новую физико-географическую систему, в которой дал распределение земной поверхности по речным бассейнам, а моря разделил сообразно проходящим по дну их горам, обозначенным, по его мнению, островами и скалами.
Именовал самый большой океан, по площади превышающий всю сушу земного шара, «Великим океаном» (фр. la Grande Mer; 1752); такой термин был одним из двух употребительных названий и признался более правильным географами и океанографами, особенно русскими и германскими, однако название Тихий океан, данное путешественником Магелланом (1520) и употреблявшееся исключительно англичанами и французами, стало обиходным..
Попытки Бюаша изобразить графически на основании измерений глубин рельефы Северного моря (именовавшегося у Бюаша Немецким) и Ла-Манша и его же идея об изображении рельефа суши с помощью проведения системы горизонталей привели впоследствии к созданию гипсометрии и к изображению её результатов на картах при помощи горизонталей и особых систем шрафировки и раскраски.

## Издания
- «Considérations géographiques et physiques sur les nouvelles découvertes de la Grande Mer» (Париж, 1753);
- «Atlas physique» (в 20 таблицах, Париж, 1754).
- «Parallèle des fleuves de toutes les parties du monde», напечатанная в «Mémoires de l’Académie des Sciences» (Париж, 1753).

Филипп Бюаш издал также с исправлениями большую часть карт Делиля.